# Lista de torcidas organizadas do Fortaleza Esporte Clube
Esta é uma lista de torcidas organizadas do Fortaleza Esporte Clube.

## Movimentos e torcidas organizadas

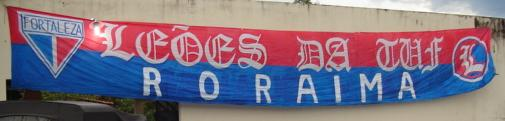
Torcida do Fortaleza em Roraima.

### Charanga do Gumercindo
É conhecida como o primeiro movimento de torcida organizada do Fortaleza, fundada por Antônio Gumercindo Gondim em 10 de maio de 1960, chegando a participar dos desfiles de carnaval da cidade até o seu final, no início da década de 1980 com instrumentos de sopro e de bateria, caracterizando-se por ser uma banda musical que animava a torcida nos jogos. 

### Frente de Apoio ao Fortaleza (FAF)
Em meados da década de 1970, surge a Frente de Apoio ao Fortaleza (FAF), primeira organizada do clube. 

### Garra Tricolor
A Garra Tricolor, surge por Nestor Falcão, José Carlos Mota, Francisco José Baquit, Gbson Rolim, Tomás Pompeu, Luciano Matos, Robson, Sérgio Machado e Ricardo Lemos na presidência, e outros tricolores, fundaram a 4 de outubro de 1980 a Garra Tricolor, com a maioria dos jovens estudantes da Universidade de Fortaleza. 
- Presidentes da Garra Tricolor:
  - Ricardo Lemos (Primeiro Presidente);
  - Osvaldo Fontenele.

### Fiel Tricolor
A Torcida Organizada Fiel Tricolor, foi fundada em 1982 por jovens que estudavam no Colégio Cearense, e foi extinta nos estádios na década de 1990, porém continua com seu programa de rádio, que teve início em 18 de janeiro de 1988, uma segunda-feira na Rádio Clube de Fortaleza, denominado de "A voz da Fiel Tricolor" e apresentado pelo "Sheik" Emanuel Magalhães. 

### Coração de Leão
Fundada na primeira metade da década de 1980. 

### Guerrilheiros Tricolores
Fundada em meados da década de 1980. 

### Força Jovem Tricolor
Fundada em 1989, criado por Addler Pinheiro, seus irmãos e amigos tricolores tinha o patrocínio da Anirak Jeans na Faixa. 

### Bafo do Leão
Fundada em Março de 1990 por amigos tricolores e tendo como Presidente Sandro Monteiro. 

### Movimento Família Funk Tricolor (FFT)
Fundada em 2004 por torcedores da cultura do funk e do "Tricolor de Aço", tendo Neto Gota como líder. Teve como lema: "União, Disciplina, Humildade e Poder" 

### Velha Guarda Tricolor
Fundada e idealizada em 2017 por Jorge Luis Cardoso (GB) e por torcedores apaixonados moradores do Conjunto Jardim Castelão em Fortaleza que gostavam de se reunir na praça do referido conjunto para torcer e assistir os jogos do clube. O movimento ganhou força após os acesso do time para as séries B, A e classificação histórica para Libertadores da América.[carece de fontes?]

## Atuais

### Torcida Uniformizada do Fortaleza (TUF)
A Torcida Uniformizada do Fortaleza foi fundada no dia 17 de fevereiro de 1991 por um grupo de estudantes da Universidade Federal do Ceará e hoje é uma das maiores organizadas do Brasil e que proporciona festas magníficas nas arquibancadas com bandeirões e mosaicos nos jogos do Fortaleza Esporte Clube. No ano de 1994, Fátima Batista se torna a primeira mulher presidente na Região Nordeste de uma torcida organizada. 

#### Listas dos Presidentes
- Eberson Martins: 1991 a 1992;
- Paulo Figueiredo: 1993;
- Fátima Batista: 1994;
- Delano Holanda: 1995 (Ex-Bafo do Leão);
- Eduardo Nepomuceno: 1996 (Ex-Bafo do Leão);
- Addler Pinheiro Gomes: 1997 a 2003 (Ex-Força Jovem Tricolor);
- Marcionílio Pinheiro: 2003 a 2005; [14]
- Ricardo Fontenelle: 2007.

### Jovem Garra Tricolor
Fundada em 18 de outubro de 1996 com os lemas de Disposição, Ideologia e Irmandade em prol do Fortaleza Esporte Clube pra diferenciar da antiga torcida da década de 80, Garra Tricolor, colocou no prefixo Jovem por ser composta em sua maioria por jovens. 

### Fortaleza Beer
Fundada em 26 de março de 2011, "Os embriagados pelo Leão" com o lema: "Torcer, brindar e beber, sem demonstrar cansaço". 

### Torcida Metal Tricolor ou HeadBangers do Leão
Fundada com o nome "LEÕES DO ROCK" em 13 de Julho de 2005 por torcedores que gostavam de Rock e do Fortaleza Esporte Clube. A união do estilo musical pesado e enérgico do Rock and Roll e do Metal aliada a sua lealdade ao clube forjado com seu espírito combativo, aguerrido, vibrante e forte, nasce um dos Grandiosos Movimentos de Torcidas Rockeiras e de Metal do Brasil. No mesmo ano de fundação, a torcida "LEÕES DO ROCK" é rebatizada com o nome de "TORCIDA METAL TRICOLOR" que leva o lema: "FORÇA , HONRA e UNIÃO. (F.H.U)." 
Seu significado '' TORCIDA METAL TRICOLOR " tem em sua essência oriunda do Peso Sonoro do Rock e Metal aliada a alcunha em que o Fortaleza Esporte Clube tem historicamente e originalmente forjado como o TRICOLOR DE AÇO do Pici. 
A TMT tem em seu patrimônio diversas bandeiras , faixas e materiais alusivas ao Rock e ao FORTALEZA ESPORTE CLUBE licenciadas pelo clube. A TMT foi aos poucos em sua longa e árdua caminhada ganhando seu devido reconhecimento como movimento independente perante as principais Torcidas Organizadas do FORTALEZA ESPORTE CLUBE , do Clube e de todos os outros movimentos ligados ao Fortaleza EC. A TORCIDA METAL TRICOLOR também está sempre presente em outros esportes onde o Fortaleza EC atua como Futsal, Basquete , Futebol Americano dentre outros eventos culturais e esportivos em prol de apoiar , incentivar e representar o Fortaleza Esporte Clube e o Rock and Roll. 
A Torcida Metal Tricolor completa em 2025 seus 20 anos de fundação. 

### Leões Open Bar
Fundada em 16 de março de 2014 com o lema: "Bebendo e Torcendo pelo Leão" 

### Amigos do FEC
Com o lema "Amizade e lealdade ao Fortaleza Esporte Clube", é fundada em 18 de julho de 2014, os Amigos do FEC.[carece de fontes?]

### Tricoloucos
Fundada em 22 de maio de 2015 com o lema "Loucos de amor pelo Fortaleza."[carece de fontes?]
Fundada em 16 de dezembro de 2018 com o lema: "Fortaleza acima de tudo!"[carece de fontes?]

### Leões do Maciço de Baturité (LMB)
Leões do Maciço de Baturité foi fundada na cidade de Baturité no ano de 2016.[carece de fontes?]

### Movimento Cristão Tricolor
Uma torcida que nasceu com o objetivo de divulgar a palavra de Jesus Cristo entre os torcedores e apoiar o Fortaleza Esporte Clube nas arquibancadas, fundada em 17 de Abril de 2016.[carece de fontes?]

### Torcedoras do Coletivo do Leão
Desde de 2017 com o lema: Combativas, Aguerridas, Vibrantes e Fortes. Composto somente por mulheres, o grupo vem se solidificando cada vez mais na arquibancada nos jogos do Fortaleza Esporte Clube, realizando festas e seminário sobre a presença feminina e apoiando o time tanto masculino e feminino do clube. 

### Leões da Bela Vista
Leões da Bela Vista torcida criada no bairro da Bela Vista em Fortaleza.[carece de fontes?]

### Leões de Jaguaruana
Os Leões de Jaguaruana foram fundando na cidade Jaguaruana e acompanha os jogos do clube in loco tanto em jogos do estadual e brasileiro.[carece de fontes?]

### Barra Brava
- Barra Bravo 18.[carece de fontes?]

Velha Guarda Tricolor
Núcleo do Conjunto Jardim Castelão.[carece de fontes?]

## Demais extintas
- Guerrilheiros Tricolor; [13]
- Brigada Tricolor de Iguatu;
- Coração de Leão. [13]

## Embaixadas Oficiais

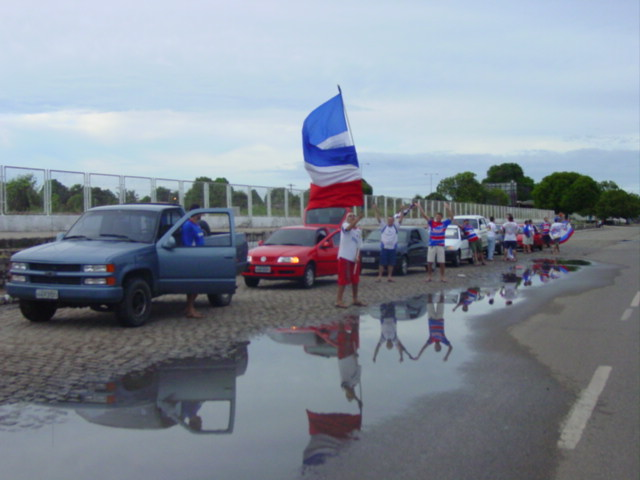
Torcida do Fortaleza em Roraima.

As embaixadas oficiais são representações de um clube em diferentes regiões, visando estreitar laços com a torcida e expandir a marca. 
- Embaixada Leões de Natal no Rio Grande do Norte; [21]
- Embaixada Leões do DF no Distrito Federal; [21]
- Embaixada Leões do Piauí. [21]